# Dorothy Stimson
Pour les articles homonymes, voir Stimson.
Dorothy Stimson (10 octobre 1890 - 19 septembre 1988) est une historienne des sciences et une universitaire américaine. Elle a été doyenne du Goucher College (en) de 1921 à 1947 et a été professeure d'histoire à Goucher jusqu'en 1955.
Stimson a été présidente de la History of Science Society entre 1953 et 1957. Ses recherches comprenaient la réception de la théorie copernicienne (en). Elle a également édité une collection d'articles de George Sarton, considéré comme le fondateur de la discipline de l'histoire des sciences. 

## Enfance et formation
Stimson est née à Saint-Louis, Missouri, le 10 octobre 1890, de Henry Albert Stimson et Alice Wheaton. Elle était la petite-fille d'un ancien président du Dartmouth College et une cousine de l'ancien secrétaire américain à la Guerre Henry L. Stimson . Stimson est diplômée du Vassar College en 1912 avec un baccalauréat universitaire. Elle a ensuite étudié à l'Université Columbia, dont elle a obtenu une maîtrise en 1913 et un doctorat en 1917,. Sa thèse s'intitulait The Gradual Acceptance of the Copernican Theory of the Universe (L'acceptation progressive de la théorie copernicienne de l'univers). C'est à la suggestion de James Harvey Robinson (en) que Stimson a poursuivi ce sujet. 

## Carrière
Stimson a été doyenne des femmes au Collège Goucher de 1921 à 1947. Elle a également été longtemps professeure d'histoire à Goucher. 

## Récompenses
- Bourse John Simon Guggenheim pour l'histoire britannique (1929) [6]

### Attribution
- Cet article contient des extraits d'une publication dont le contenu se trouve dans le domaine public. Dorothy Stimson, The gradual acceptance of the Copernican theory of the universe, Hanover, N.H., 1917 (lire en ligne)